# أندرياس أورس سومر
أندرياس أورس سومر هو فيلسوف وأستاذ جامعي سويسري، ولد في 14 يوليو 1972 في زوفينجن في سويسرا.